# Jakotina (település)
Jakotina (szerbül: Јакотина), falu Bosznia-Hercegovinában, a Bosanska Krajina keleti részén, Kotor-Varoš községben, a Szerb Köztársaságban. 

## Fekvése
A település Bosznia-Hercegovina északi részén, Banja Lukától légvonalban 23, közúton 39 km-re délkeletre, községközpontjától légvonalban 4, közúton 7 km-re délnyugatra, a Čemernica-hegységben, a Vrbanja bal oldali mellékvize, a Jakotina-folyó felső folyásánál és a környező hegyvidéken, 390-780 méteres magasságban a Kotor-Varoš – Skender Vakuf regionális úton található. Településrészei: Jakotina, Kljajići, Lavanje, Manovići, Marići, Previle, Škrobići és Zubovići.

## Népessége
| Nemzetiségi csoport | Népesség 1991 | Népesség 2013 |
| ------------------- | ------------- | ------------- |
| Szerb               | 172           | 21            |
| Bosnyák             | 0             | 0             |
| Horvát              | 520           | 0             |
| Jugoszláv           | 0             | 0             |
| Egyéb               | 2             | 0             |
| Összesen            | 694           | 21            |

## Története
Ante Kovačić „Katolici u kotorvaroškom kraj” című művében azt írja, hogy Jakotina a sokolinai plébánia legnagyobb faluja volt. 1737-ben hat katolikus család élt 83 hívővel. Pero Dragičević szerzetes azt állítja, hogy Jakotinában 1744-ben 14 család élt 114 katolikus vallású lakossal. A műben következő családok vannak felsorolva: Ivana Stipaljević (26 hívő), Petra Kljajić (13 hívő), Ante Stupar (9 hívő), Stjepan Petrović (12 hívő), Andrije Lučić (7 hívő), Grge Manović (10 hívő), Grge Starčić (13 hívő), Petra Marić (5 hívő), Marić (5 hívő), Tadjes Džombić (11 hívő), Simeuna Krstić (5 hívő), Pave Tadić (5 hívő) és Tome Ružičić (5 hívő).
A térség 1878-ig tartozott az Oszmán Birodalomhoz, ekkor a berlini kongresszus határozata alapján az Osztrák-Magyar Monarchia része lett. 1879-ben az első osztrák-magyar népszámlálás során a Banja Luka-i járáshoz tartozó településnek 57 háztartása és 241 római katolikus lakosa volt. 1910-ben a Kotor Varoš-i járáshoz tartozó településen 38 háztartást és 331 római katolikus lakost találtak. A monarchia szétesésével 1918-ban előbb a Szerb-Horvát-Szlovén Királyság, majd 1929-től a Jugoszláv Királyság része lett. 1921-ben 386 lakosa, akik közül 283 római katolikus horvát, és 103 ortodox szerb volt. Az 1929-es törvény értelmében, amikor Bosznia-Hercegovinát négy banovinára, Drinskára, Vrbaskára, Zetskára és Primorskára osztották, a település a Vrbaska banovina része lett, amelynek székhelye Banja Luka volt. Jugoszlávia megszállása után a Független Horvát Állam (NDH) része lett. A második világháború után 1992-ig a szocialista Jugoszlávia részeként a Bosznia-Hercegovinai Népköztársasághoz tartozott. A lakosság jelentős része Nyugat-Európa országaiban is dolgozott. A falut 1977-ben villamosították. Először Zubovići település kapott áramot, majd a kisfeszültségű hálózatot más falvakra is kiterjesztették. A boszniai háború idején 1992-ben a szerb félkatonai alakulatok elűzték a horvát lakosságot, templomukat pedig lerombolták. A szerb támadásoknak nyolc helyi horvát lakos esett áldozatul. A boszniai háborút lezáró daytoni békeszerződést követő területfelosztásnál Kotor-Varoš község részeként a Szerb Köztársaság területéhez került.

## Gazdaság
A történelem során a lakosság kis- és nagyállattenyésztéssel, valamint mezőgazdasággal foglalkozott.

## Oktatás
1950/51-es tanév-ben egy ötosztályos iskola kezdte meg működését Previlán, Jakotina egyik falujában. Az iskola az akkori „Bratstvo Jedinstvo” Kotor Varoš Általános Iskola regionális osztályaként működött. Ennek az iskolának a tanulói Vaganiban folytatták tanulmányaikat 1977-ben, amikor egy új, kilenc osztályos regionális általános iskola épült, a previlai iskola pedig abban az évben megszűnt.

## Nevezetességei
Illés próféta tiszteletére szentelt katolikus temploma 1981 és 1984 között épült. 1992-ben csaknem teljesen elpusztították az ágyúzások, a helyi lakosságot pedig elűzték. A felújítás 2003-ban kezdődött; A templomot kívülről nagyrészt felújították, a belső kialakítása folyamatban van. Harangot is vásároltak. A helyi lakosság visszatérése nagyon lassú és nehéz, 2013-ig szimbolikus volt.